# Carcharhinus cautus
El tiburón nervioso (Carcharhinus cautus) es una especie de elasmobranquio carcarriniforme de la familia Carcharhinidae.

## Morfología
Los machos pueden alcanzar los 150 cm de longitud total.

## Distribución geográfica
Se encuentra en el sur de Nueva Guinea, Islas Salomón y el norte de Australia (incluyendo Australia Occidental).